# Зосим
Зосим або Зосима (грец. Ζώσιμος, кінець V — початок VI ст) — візантійський історик початку Візантійської імперії.

## Життєпис
Жив та діяв у столиці імперії — Константинополі. Його часи — правління перших візантійських імператорів. Водночас він служив на державних посадах за часів імператора Анастасія I як імперський адвокат. Розквіт літературної діяльності — 490-ті — 510-ті роки. 
Основний твір Зосима — це «Нова історія». Охоплює події від Августа до 410 року. Особливо в подробицях викладені події від правління імператора Діоклетіана до часів імператора Феодосія II. Головний висновок Зосима — занепад Римської імперії пов'язаний із занепадом поганських вірувань, стародавньої релігії.